# Kanton Le Lorrain
Kanton Le Lorrain (francouzsky Canton du Lorrain) byl francouzský kanton v departementu Martinik v regionu Martinik. Nacházela se v něm pouze obec Le Lorrain. Zrušen byl v roce 2015.